# Liste von Söhnen und Töchtern der Stadt Memphis (Tennessee)
Dies ist eine Liste bekannter Persönlichkeiten, die in der US-amerikanischen Stadt Memphis (Tennessee) geboren wurden. Die Liste erhebt keinen Anspruch auf Vollständigkeit.

## 19. Jahrhundert

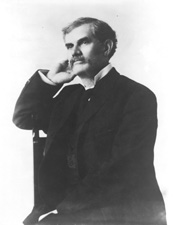
John Sharp Williams
(1854–1932)

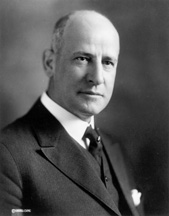
Miles Poindexter
(1868–1946)

- Charles Stewart (1836–1895), Politiker
- John Sharp Williams (1854–1932), Politiker
- John Patrick Farrelly (1856–1921), römisch-katholischer Geistlicher, Bischof von Cleveland
- Miles Poindexter (1868–1946), Politiker
- Mary Carr Moore (1873–1957), Komponistin
- Florence Kahn (1878–1951), Schauspielerin[1]
- Elmer Imes (1883–1941), Physiker
- Hy Heath (1890–1965), Filmkomponist
- Alberta Hunter (1895–1984), Blues- und Jazz-Sängerin und Songschreiberin
- Erskine Tate (1895–1978), Jazz-Band-Leader und Violinist des Swing
- Walter Lang (1896–1972), Filmregisseur
- Lil Hardin Armstrong (1898–1971), Jazz-Pianistin, -Sängerin und -Komponistin
- Will Shade (1898–1966), Jug-Band-Musiker
- Eugene Bolden (1899–1991), Schwimmer

## 20. Jahrhundert

### 1901–1930

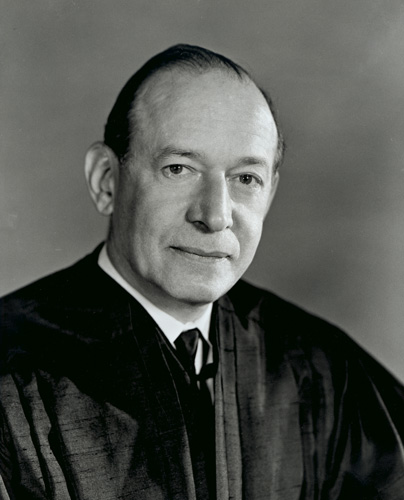
Abe Fortas
(1910–1982)

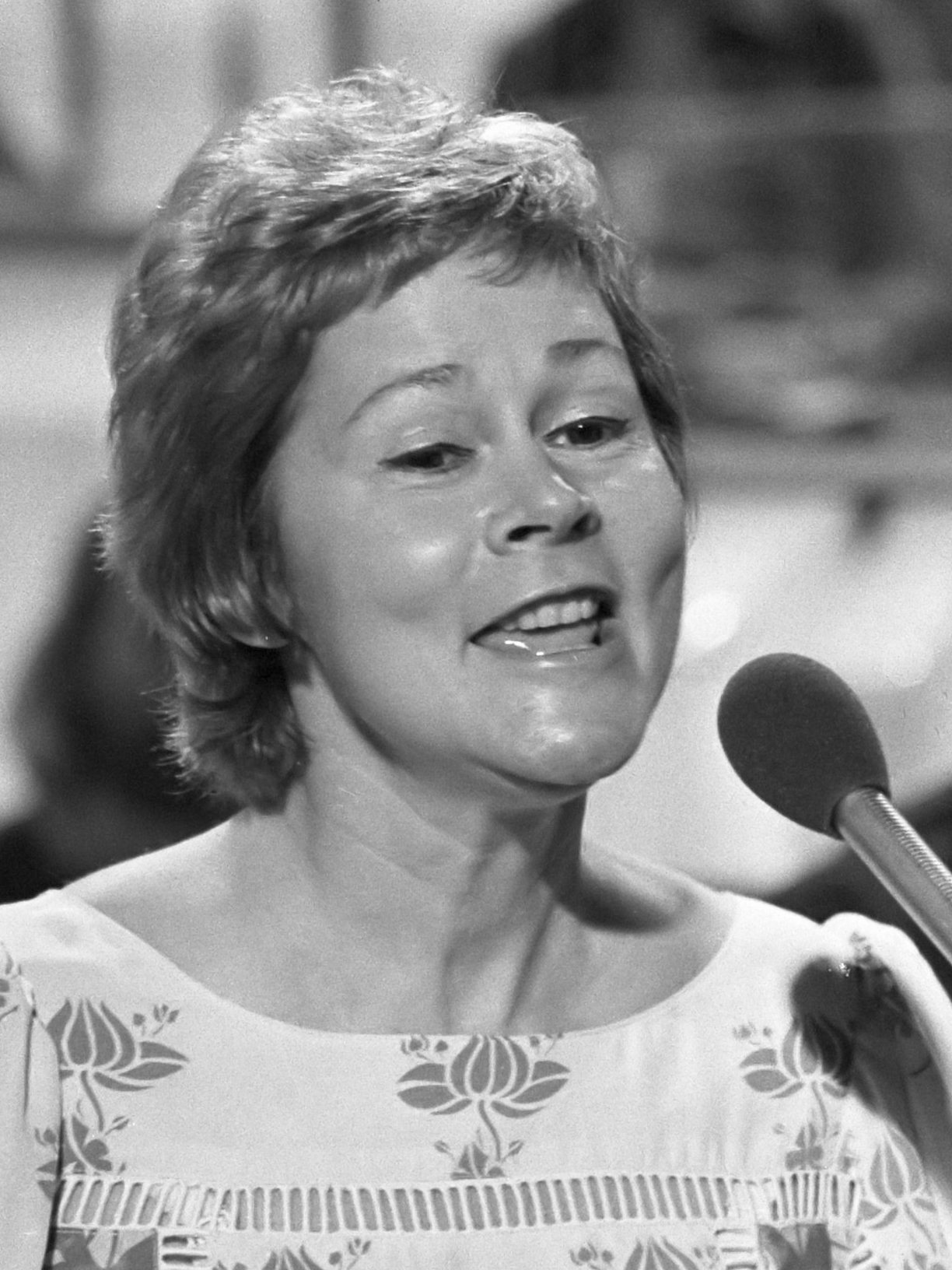
Anita Kerr
(1927–2022)

- Fred Robinson (1901–1984), Jazzposaunist
- Buster Bailey (1902–1967), Jazz-Klarinettist und Saxophonist
- Elwood Ullman (1903–1985), Drehbuchautor
- William Franklin (1906–nach 1948), Jazzmusiker, Opernsänger
- Gorilla Jones (1906–1982), Boxer
- Ernestine „Tiny“ Davis (1907–1994), Jazztrompeterin und Sängerin des Swing
- Elizabeth Thomas (1907–1986), Ägyptologin
- Abe Fortas (1910–1982), Richter am Obersten Gerichtshof der Vereinigten Staaten
- George W. Grider (1912–1991), Politiker
- McClure Morris (1912–1993), Jazzmusiker
- Rozelle Claxton (1913–1995), Jazz-Pianist und Arrangeur
- Abraham Klausner (1915–2007), Rabbiner und Captain in der United States Army
- Memphis Slim (1915–1988), Blues-Sänger und -Pianist
- Charles F. Wheeler (1915–2004), Kameramann
- Al Williams (1919–1998), Pianist
- Walt Richmond (1922–1977), Science-Fiction-Autor
- Ben Branch (1924–1987), R&B-Musiker und Unternehmer
- Angelo Thomas Acerra (1925–1990), römisch-katholischer Weihbischof im Militärordinariat
- Joe Bihari (1925–2013), Musikproduzent
- Othella Dallas (1925–2020), Jazzsängerin und Tänzerin
- Chris Woods (1925–1985), Saxophonist und Flötist des Swing, Rhythm & Blues und Modern Jazz
- Bill Black (1926–1965), Musiker
- Anita Kerr (1927–2022), Sängerin, Arrangeurin, Komponistin, Dirigentin, Pianistin und Musikproduzentin
- Bill Slavick (* 1927), Friedensaktivist
- Oscar Dennard (1928–1960), Jazzmusiker
- Mignon Dunn (* 1928), Opernsängerin und Gesangspädagogin
- Louise Fitzhugh (1928–1974), Schriftstellerin
- Andy Goodrich (1928–2008), Altsaxophonist des Modern Jazz
- Eric Donald Hirsch Jr., (* 1928), Literaturkritiker und Pädagoge
- Luther Perkins (1928–1968), Gitarrist
- Joseph Scianni (1928–2018), Komponist, Musikproduzent, Improvisationsmusiker
- Koko Taylor (1928–2009), Blues-Sängerin
- Johnny Ace (1929–1954), Rhythm- and Blues-Sänger
- Leigh Snowden (1929–1982), Filmschauspielerin, Bühnenschauspielerin und Fernsehschauspielerin
- George Touliatos (1929–2017), Schauspieler

### 1931–1940

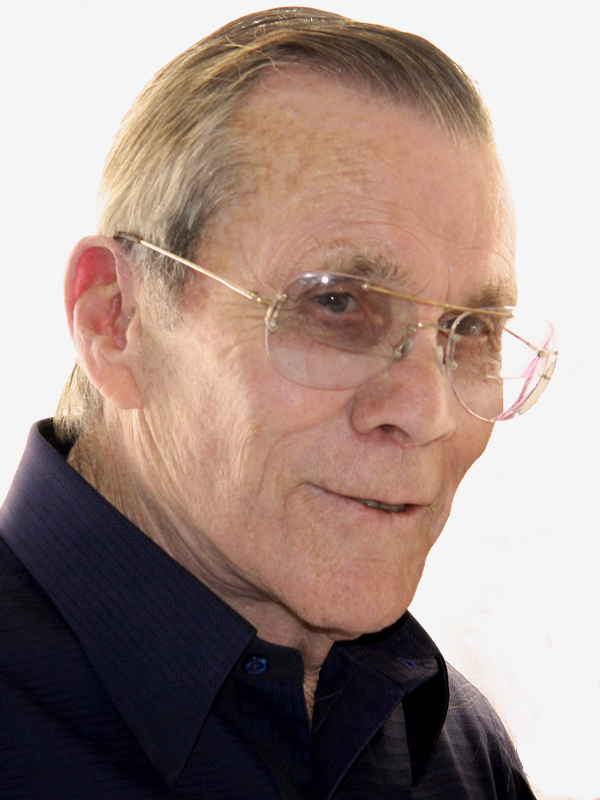
Hal Needham
(1931–2013)

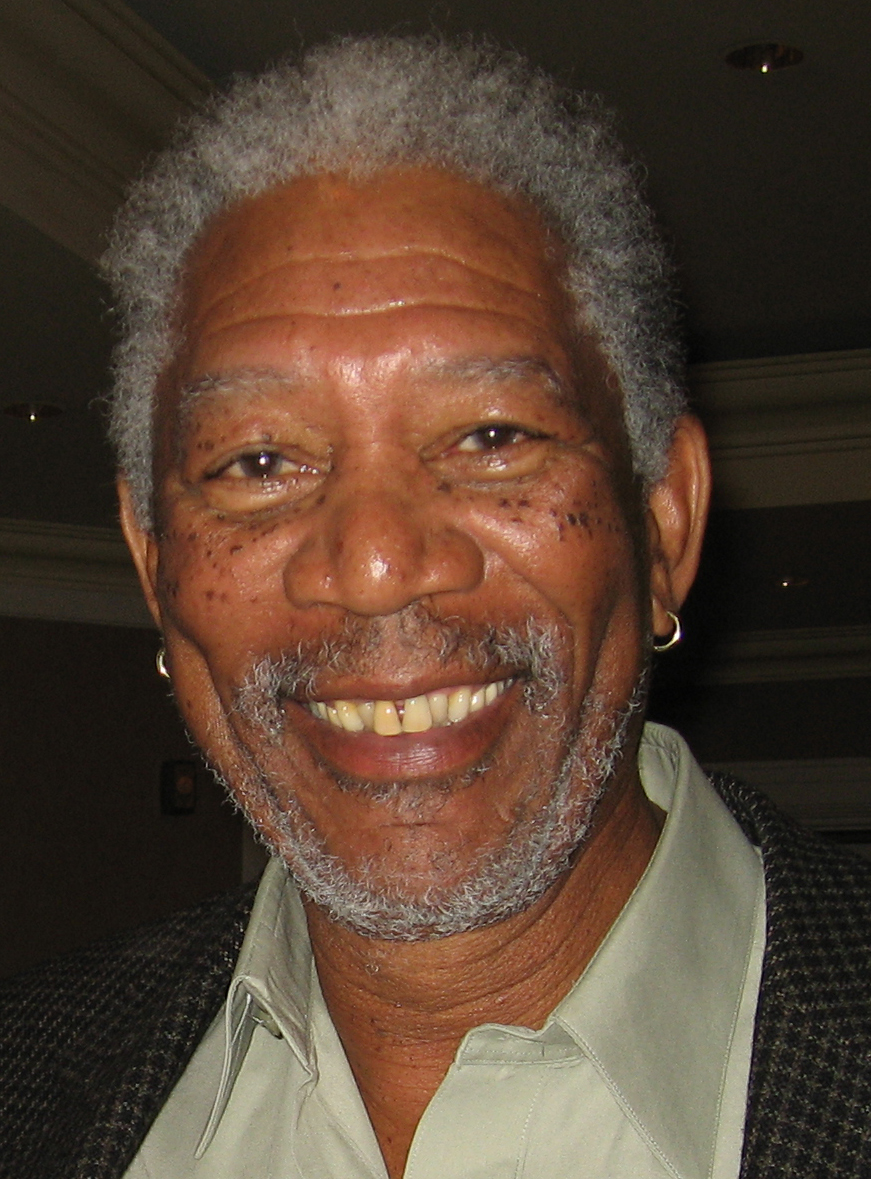
Morgan Freeman
(* 1937)

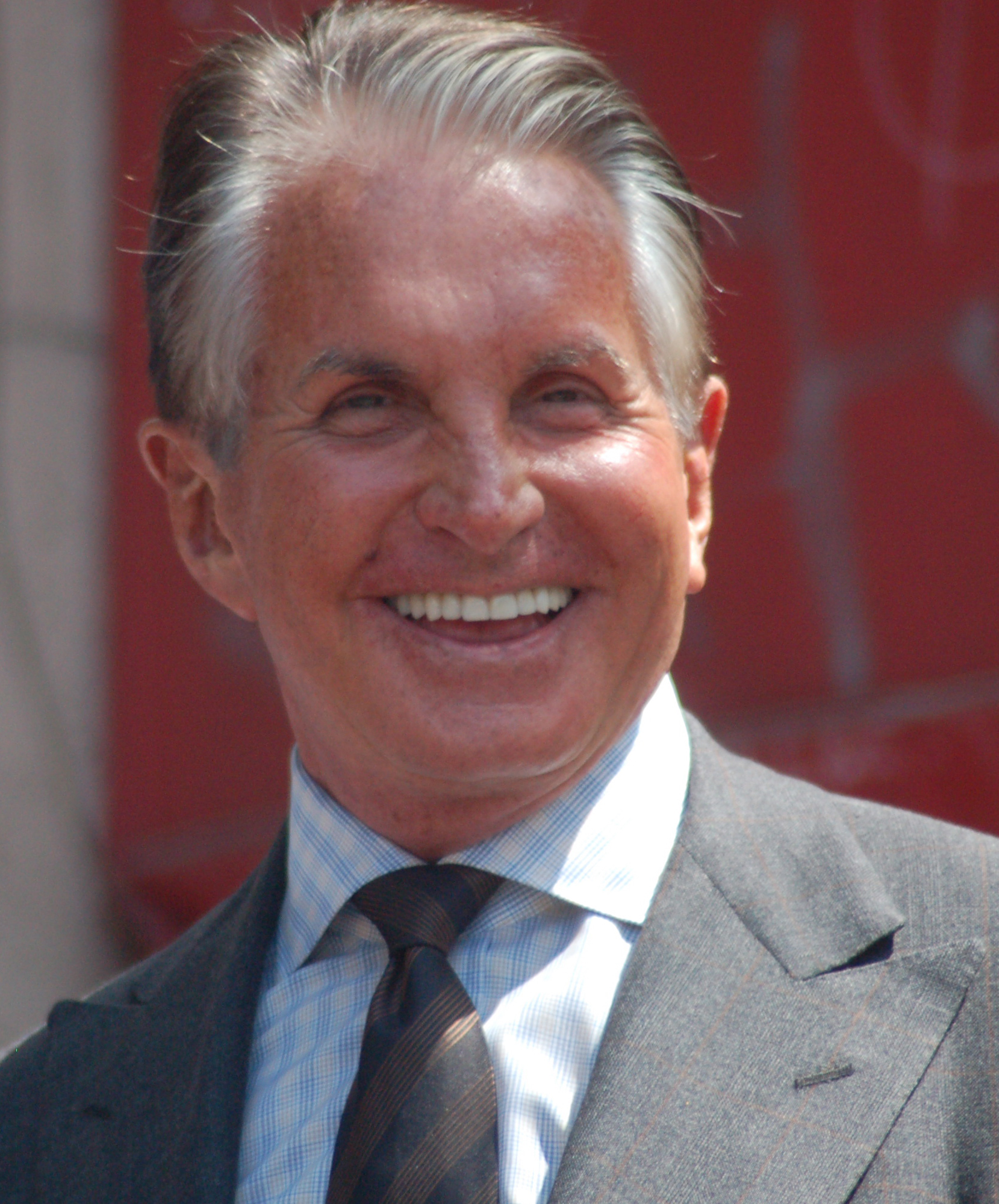
George Hamilton
(* 1939)

- Emerson Able (1931–2015), Musiker und Musikpädagoge
- Johnny Bernero (1931–2001), Rockabilly-Musiker
- Jack Clement (1931–2013), Musikproduzent, Musiker und Komponist
- Charles Crosby (* 1931), Jazzmusiker
- Hal Needham (1931–2013), Stuntman und Filmregisseur
- Louis Smith (1931–2016), Jazzmusiker
- Nancy Tatum (1931–2019), Opernsängerin
- Dorsey Burnette (1932–1979), Country- und Rockabilly-Musiker, Gitarrist und Songwriter
- Evans Bradshaw (1933–1978), Jazzpianist
- Eddie Bond (1933–2013), Rockabilly-Musiker
- Calvin Newborn (1933–2018), Jazzgitarrist
- Lewie Steinberg (1933–2016), Musiker
- William Vollie Alexander (* 1934), Politiker
- John S. Bull (1934–2008), Luftfahrttechniker und Raumfahreranwärter
- Johnny Burnette (1934–1964), Rockabilly-Musiker
- Hank Crawford (1934–2009), Saxophonist
- Anne Haney (1934–2001), Schauspielerin
- Junior Wells (1934–1998), Blues-Musiker
- Mae Wheeler (1934–2011), Sängerin und Musikveranstalterin
- George Coleman (* 1935), Tenorsaxophonist des Modern Jazz
- Al Jackson, Jr. (1935–1975), Schlagzeuger, Musikproduzent und Songwriter
- Lloyd McCollough (1935–1976), Rockabilly-Musiker
- Garnett Brown (1936–2021), Posaunist und Komponist
- Dickey Lee (* 1936), Country- und Rock-’n’-Roll-Sänger und -Songwriter
- Harold Mabern (1936–2019), Jazzpianist
- Lane Smith (1936–2005), Schauspieler
- Red West (1936–2017), Schauspieler, Stuntman, Sänger und Songwriter
- Morgan Freeman (* 1937), Schauspieler
- David D. Galloway (1937–2019), Amerikanist, Literaturwissenschaftler, Museumskurator und Autor
- Jon Hassell (1937–2021), Trompeter und Komponist
- Frank Strozier (* 1937), Altsaxophonist, Klarinettist, Flötist und Komponist des Hardbop
- Jimmy Van Eaton (1937–2024), Schlagzeuger
- Booker Little (1938–1961), Jazz-Trompeter und Komponist des Hardbop
- Charles Lloyd (* 1938), Jazz-Musiker
- Barbara Pittman (1938–2005), Rockabilly-Sängerin
- Sonny West (1938–2017), Schauspieler und Stuntman
- Ronald W. Yates (* 1938), Offizier der US Air Force
- William Bell (* 1939), Sänger, Songwriter und Musikproduzent
- William Eggleston (* 1939), Fotograf
- George Hamilton (* 1939), Film- und Fernsehschauspieler
- Maury Klein (* 1939), Historiker
- John Madison Cooper (1939–2022), Philosoph und Philosophiehistoriker
- Marvin Stamm (* 1939), Jazzmusiker
- Abu Talib (1939–2009), Blues- und Jazz-Gitarrist, Sänger und Mundharmonika-Spieler
- Willie W. Herenton (* 1940), Politiker und von 1992 bis 2009 Bürgermeister von Memphis

### 1941–1950

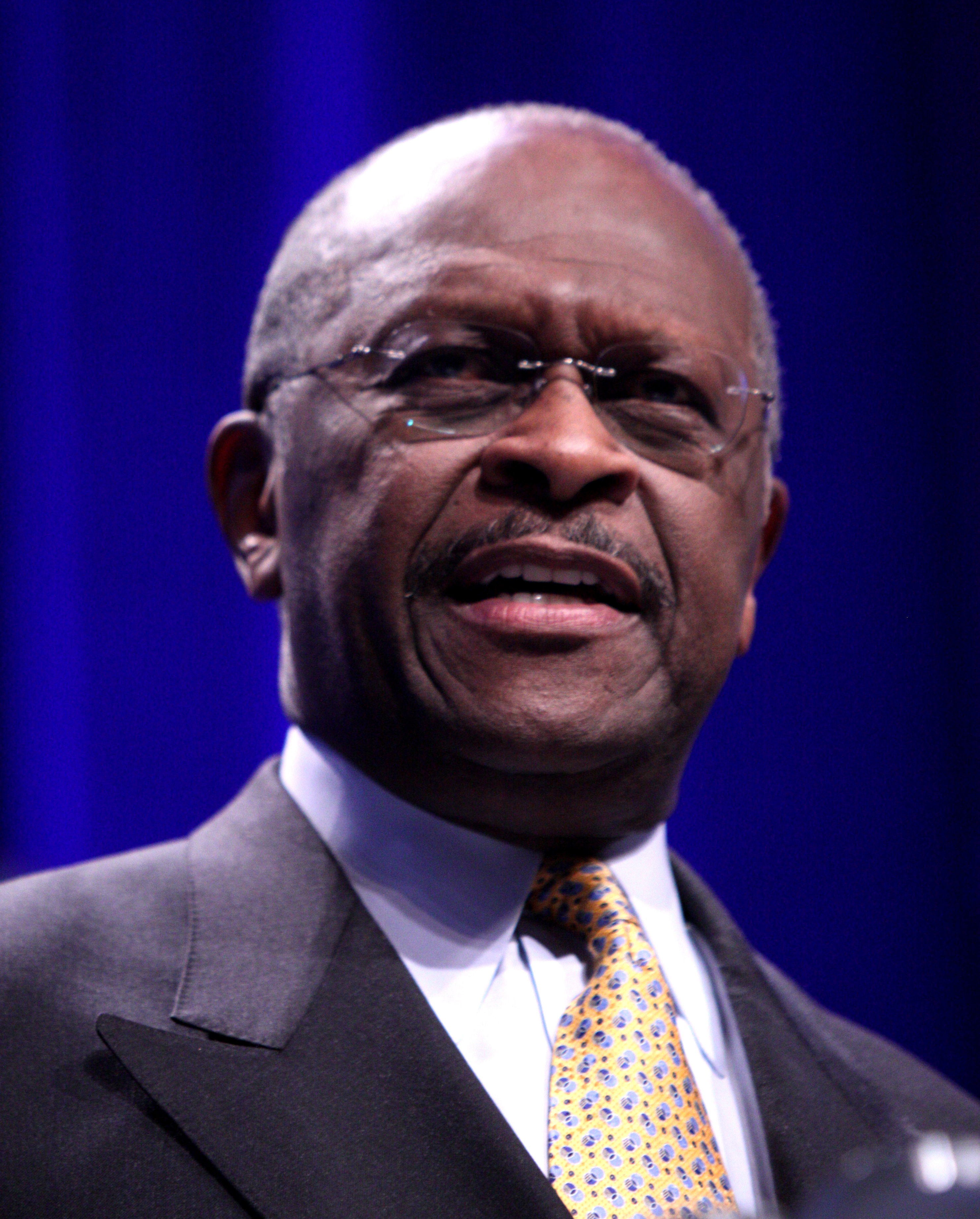
Herman Cain
(1945–2020)

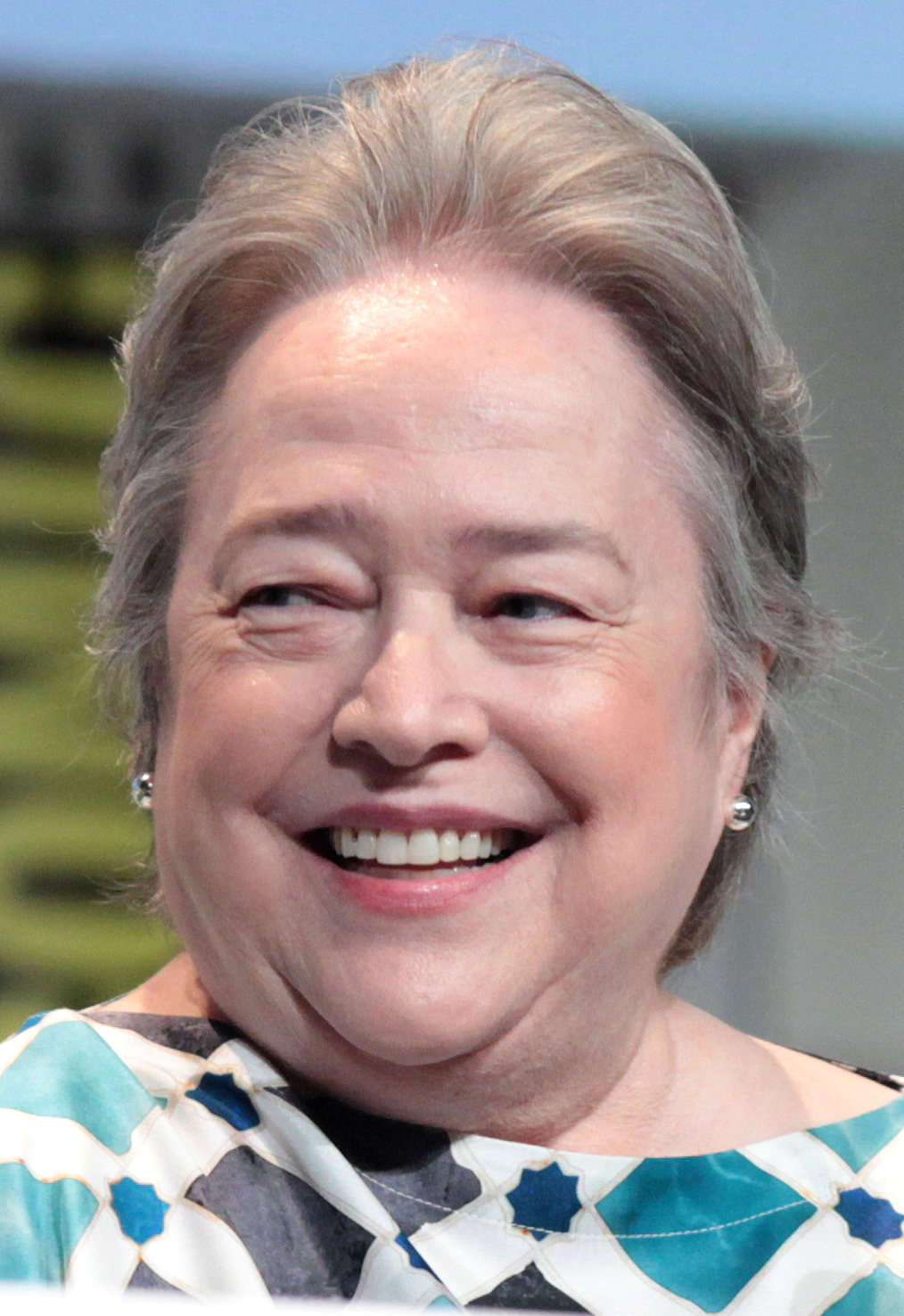
Kathy Bates
(* 1948)

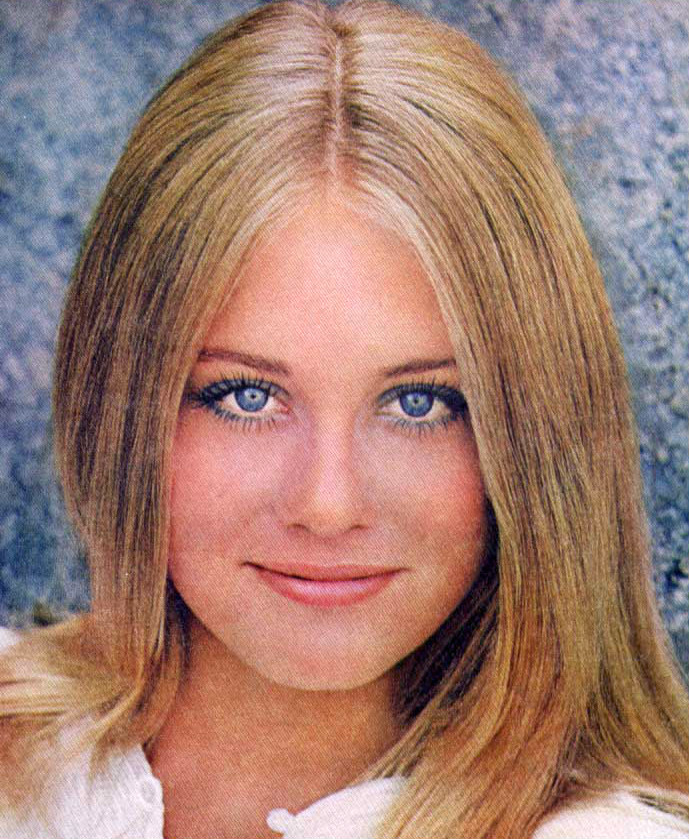
Cybill Shepherd
(* 1950)

- Donald Dunn (1941–2012), Bassist und Musikproduzent
- Andrew Love (1941–2012), Musiker und Songwriter
- Don Nix (1941–2024), Saxophonist, Songwriter, Arrangeur und Autor
- Daniel Pinkwater (* 1941), Radiomoderator und Autor phantastischer Kinder- und Jugendliteratur
- David Porter (* 1941), Songwriter, Musikproduzent, Sänger und Unternehmer
- Maurice White (1941–2016), Funk- und Soul-Musiker
- Olivia Cole (1942–2018), Schauspielerin und Emmy-Gewinnerin
- Aretha Franklin (1942–2018), Soul-Sängerin
- Jerry Schilling (* 1942), Musikmanager und Filmproduzent
- Carla Thomas (* 1942), Soul-Sängerin
- Frank Lowe (1943–2003), Jazz-Musiker
- Hilton McConnico (1943–2018), Designer und Künstler
- Rodney J. Bartlett (* 1944), Chemiker
- Carolyn Franklin (1944–1988), Sängerin und Liedschreiberin
- E. Hunter Harrison (1944–2017), Eisenbahnmanager
- Jimmy Hart (* 1944), Wrestling-Manager und Musiker
- Claude Humphrey (1944–2021), American-Football-Spieler
- Booker T. Jones (* 1944), Songwriter, Produzent und Multiinstrumentalist
- Frank McRae (1944–2021), Schauspieler und American-Football-Spieler
- James W. Pardew (1944–2021), Oberst der US Army und Diplomat
- William Sanderson (* 1944), Schauspieler
- Herman Cain (1945–2020), Geschäftsmann, Politiker, Kolumnist und Radiomoderator
- Harold Ford senior (* 1945), Politiker
- Arthur Lee (1945–2006), Rockmusiker
- Ken Rhodes (1945–2016), Jazzmusiker
- Carolyn Mahoney (* 1946), Mathematikerin und Hochschullehrerin
- Mwata Bowden (* 1947), Jazz-Musiker
- John Kahn (1947–1996), Bassist
- Kathy Bates (* 1948), Schauspielerin, Regisseurin und Oscar-Preisträgerin
- Alan Lightman (* 1948), Astrophysiker, Roman-Schriftsteller, Essayist und Sachbuchautor
- Michael Beck (* 1949), Schauspieler
- Steve Cohen (* 1949), Politiker
- Ric Flair (* 1949), Wrestler
- Jerry Lawler (* 1949), Wrestler
- Dee Dee Bridgewater (* 1950), Jazzsängerin und Schauspielerin
- Alex Chilton (1950–2010), Songwriter, Gitarrist, Sänger und Produzent
- Johnny Neumann (1950–2019), Basketballspieler und -trainer
- Cybill Shepherd (* 1950), Schauspielerin und Sängerin

### 1951–1960

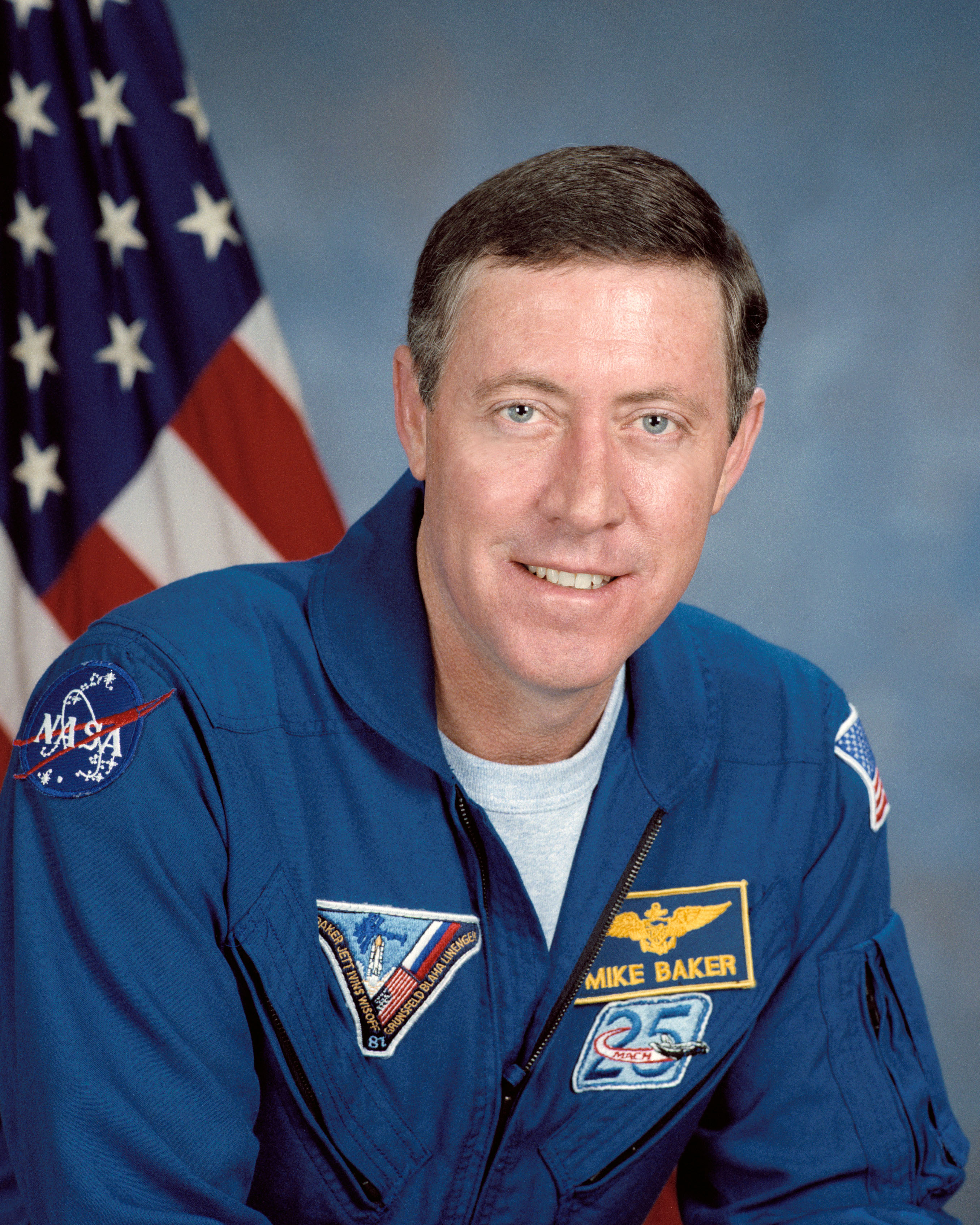
Michael A. Baker
(* 1953)

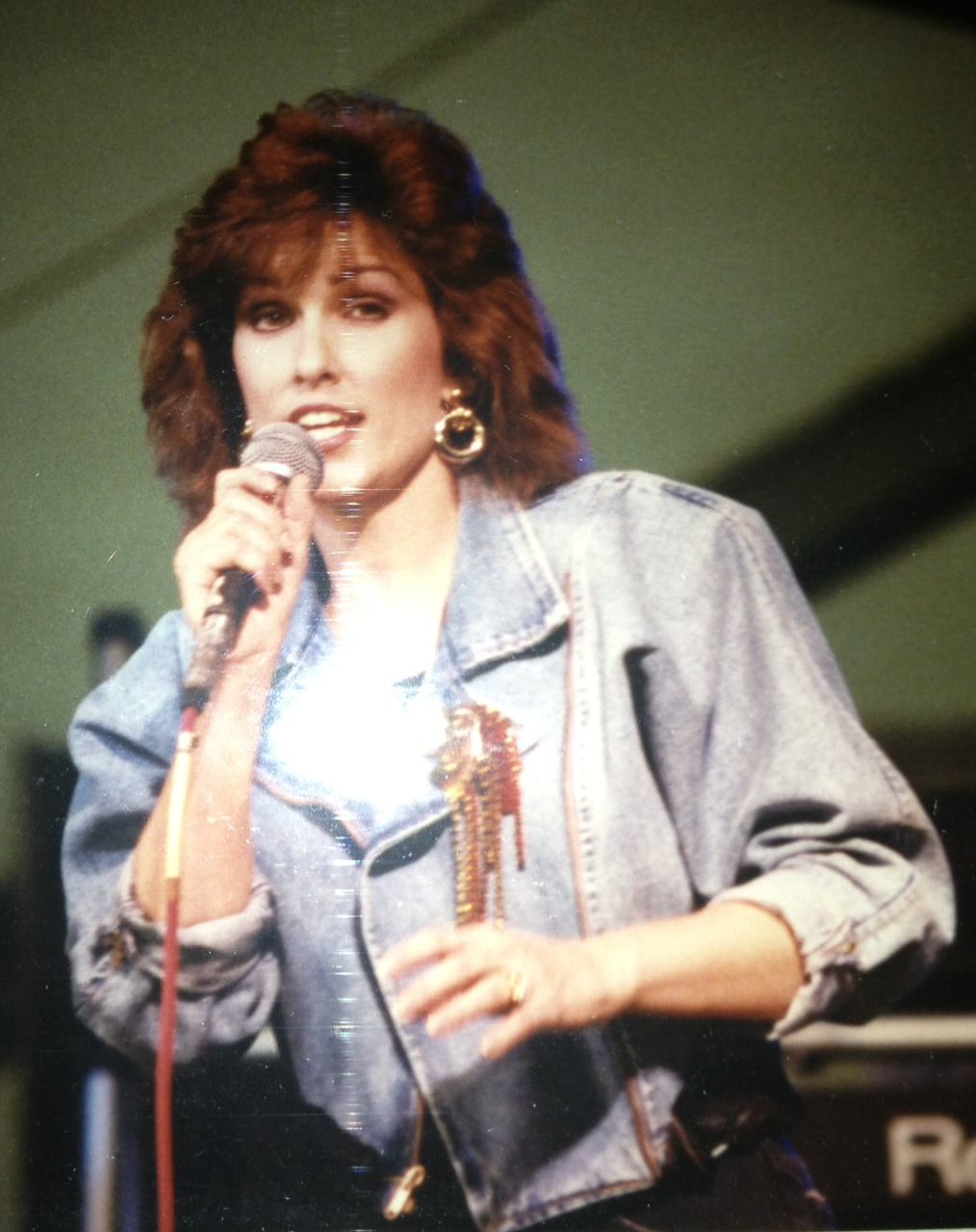
Charly McClain
(* 1956)

- Chris Bell (1951–1978), Sänger, Songwriter und Gitarrist
- Verna Mae Bentley-Krause (* 1951), deutsch-US-amerikanische Sängerin
- Callie Crossley (* 1951), Journalistin, Hörfunk-Moderatorin und Filmproduzentin
- JoJo Billingsley (1952–2010), Sängerin
- Steve Earle (* 1952), Autorennfahrer
- James Peter Sartain (* 1952), römisch-katholischer Geistlicher und Erzbischof von Seattle
- Deborah Allen (* 1953), Country-Sängerin und Songwriterin
- Michael A. Baker (* 1953), Astronaut
- Billy Burnette (* 1953), Gitarrist, Sänger und Songwriter
- Rocky Burnette (* 1953), Musiker, Sänger und Songschreiber
- Wendy Worthington (* 1954), Theater- und Filmschauspielerin
- Rosanne Cash (* 1955), Country-Sängerin
- Bill Mobley (* 1953), Jazz-Musiker, Komponist, Bandleader und Arrangeur
- Paul Tudor Jones (* 1954), Hedgefondsmanager und Investor
- Michael Smith (* 1955), Basketballschiedsrichter
- Andrew Stevens (* 1955), Filmproduzent, Schauspieler und Regisseur
- Joan Jeanrenaud (* 1956), Cellistin und Komponistin
- Adriane Lenox (* 1956), Schauspielerin
- Charly McClain (* 1956), Country-Sängerin
- Anita Ward (* 1956), Sängerin
- Bobby Blake (* 1957), Baptistenpastor, vormaliger Pornofilmdarsteller
- Thomas Hearns (* 1958), Boxer
- Salim Washington (* 1958), Jazzmusiker und Kulturhistoriker
- Kirk Whalum (* 1958), Jazzmusiker
- Anne Kirkpatrick (* 1959), Polizeibeamtin
- Robert Marshall (Bischof) (* 1959), römisch-katholischer Geistlicher, Bischof von Alexandria

### 1961–1970
- Ben Browder (* 1962), Schauspieler

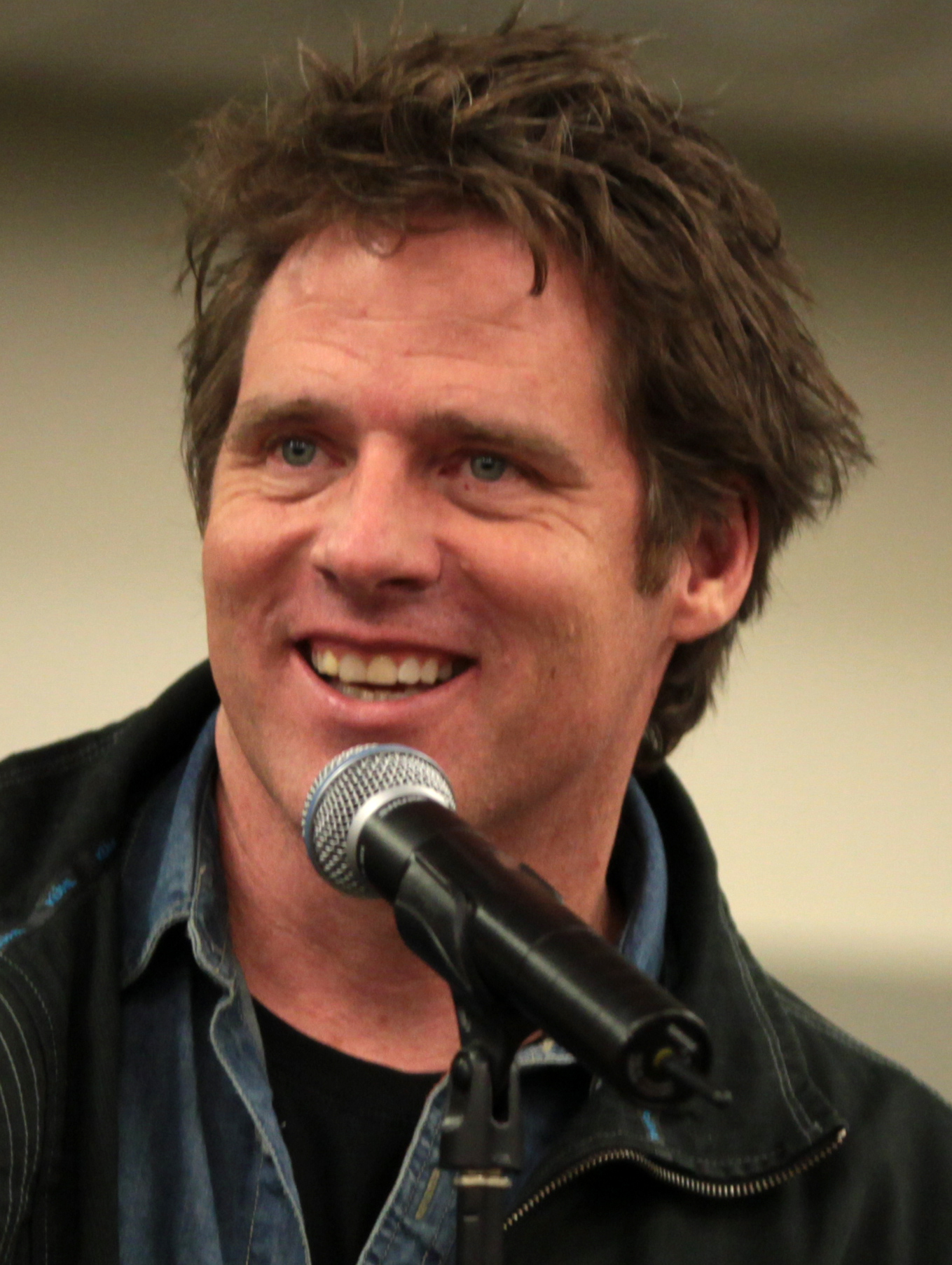
Ben Browder
(* 1962)

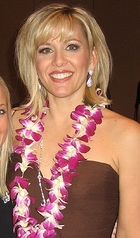
Kellye Cash
(* 1965)

- Hampton Sides (* 1962), Historiker, Autor und Journalist
- Shawn Lane (1963–2003), Gitarrist
- Courtney Hunt (* 1964), Drehbuchautorin und Regisseurin
- Kellye Cash (* 1965), Miss America 1987[2]
- Wendy Moten (* 1965), Soulsängerin
- Ira Sachs (* 1965), Filmregisseur
- Elise Neal (* 1966), Schauspielerin[3]
- Dan Schneider (* 1966), Drehbuchautor, Filmproduzent und Filmschauspieler
- Rochelle Stevens (* 1966), Leichtathletin
- Kimberly Bryant (* 1967), Elektroingenieurin
- James Hurt, Jr. (* 1967), Jazzpianist und Komponist
- Leslie Jones (* 1967), Schauspielerin
- Chris Parnell (* 1967), Schauspieler und Komiker
- Dave Randall (* 1967), Tennisspieler
- Citizen Cope (* 1968), Sänger
- Lisa Marie Presley (1968–2023), Sängerin und Songschreiberin
- Harold Ford junior (* 1970), Politiker

### 1971–1980

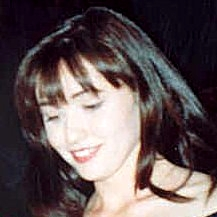
Shannen Doherty
(1971–2024)

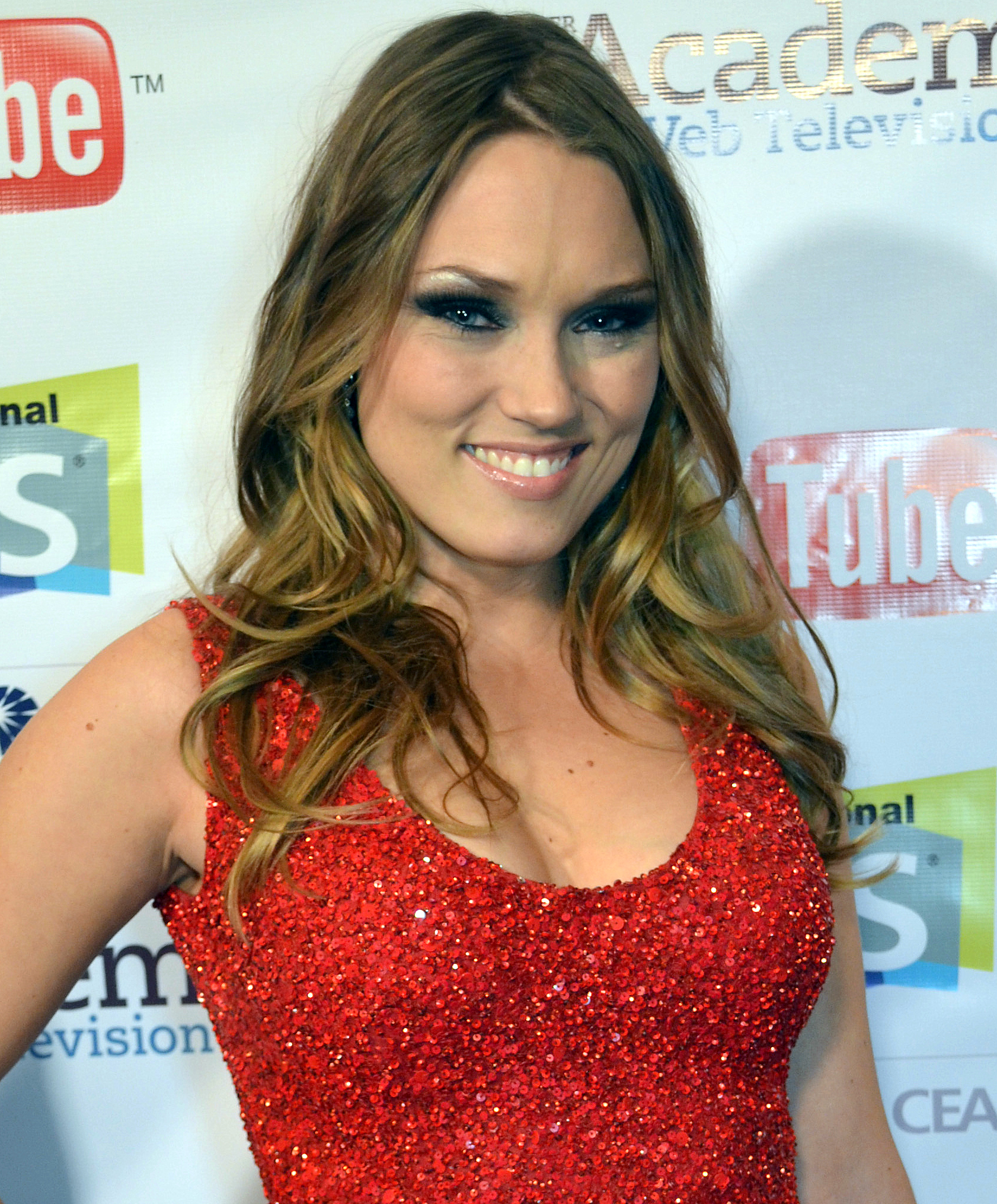
Clare Grant
(* 1979)

- Shannen Doherty (1971–2024), Schauspielerin
- Nelson Frazier (1971–2014), Wrestler
- Penny Hardaway (* 1971), Basketballspieler
- Brent Renaud (1971–2022), Journalist, Schriftsteller, Dokumentarfilmer und Fotojournalist
- Vicellous Shannon (* 1971), Schauspieler
- Brian Lawler (1972–2018), Wrestler
- Project Pat (* 1972), Rapper
- Shane Salerno (* 1972), Drehbuchautor und Regisseur
- Josey Scott (* 1972), Schauspieler und Musiker
- Latasha Byears (* 1973), Basketballspielerin
- Luther Dickinson (* 1973), Blues- und Rock-Gitarrist, Sänger und Produzent
- Molly Smith (* 1973), Filmproduzentin
- Cory Branan (* 1974), Country-Sänger
- Juicy J (* 1975), Rapper
- James Wade (* 1975), US-amerikanisch-französischer Basketballspieler und -trainer
- Lorenzen Wright (1975–2010), Basketballspieler
- Ashley Jones (* 1976), Schauspielerin und Filmproduzentin
- Sarah Jane Morris (* 1977), Schauspielerin
- DJ Paul (* 1977), Rapper
- Cedric Burnside (* 1978), Blues-Gitarrist, Schlagzeuger, Sänger und Songwriter
- Ginnifer Goodwin (* 1978), Schauspielerin
- Quinton Jackson (* 1978), Mixed-Martial-Arts-Kämpfer und Schauspieler
- Cindy Parlow (* 1978), Fußballspielerin und -trainerin
- Virginia Williams (* 1978), Schauspielerin
- Robert Baker (* 1979), Schauspieler
- Gangsta Boo (1979–2023), Rapperin
- Clare Grant (* 1979), Schauspielerin, Sängerin und Model
- James Williams (* 1979), Basketballschiedsrichter
- Jon Awe (* 1980), Eishockeyspieler
- Jay Reatard (1980–2010), Punk-Rock-Musiker

### 1981–2000
- Yo Gotti (* 1981), Rapper

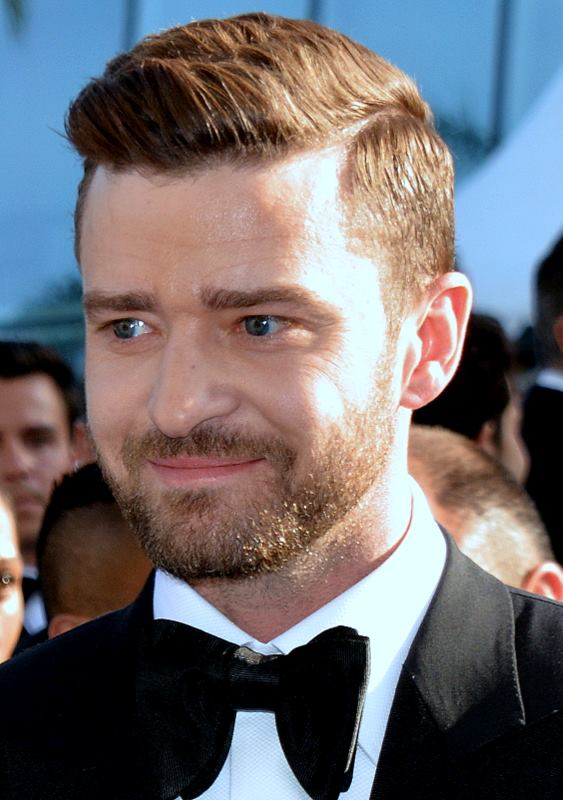
Justin Timberlake
(* 1981)

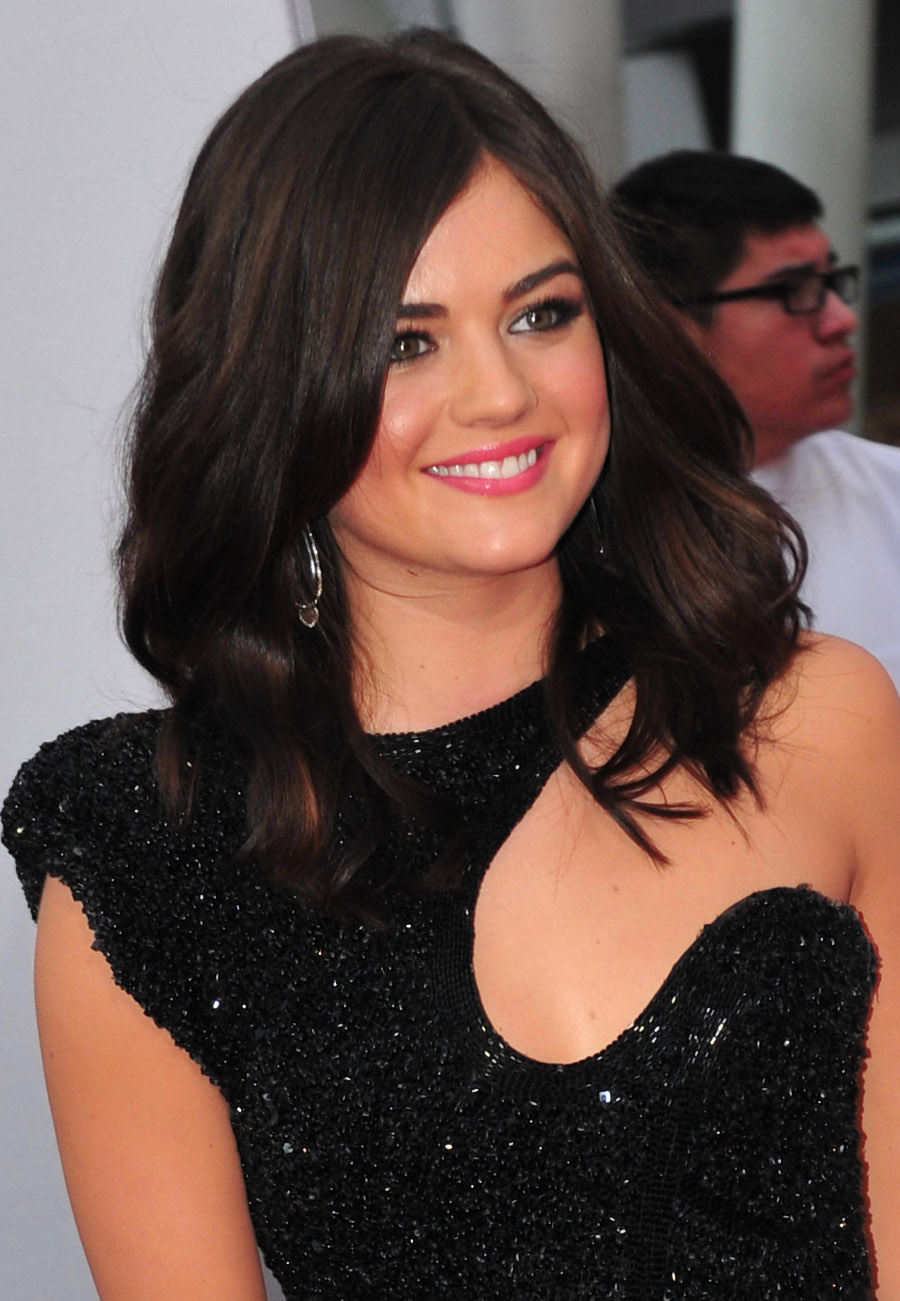
Lucy Hale
(* 1989)

- Willie Jenkins (* 1981), Basketballspieler
- Justin Timberlake (* 1981), Sänger und Schauspieler
- K. Michelle (* 1982), R&B-Sängerin
- Jacob Ford (* 1983), American-Football-Spieler
- Derrick Byars (* 1984), Basketballspieler
- Peria Jerry (* 1984), American-Football-Spieler
- John Jerry (* 1986), American-Football-Spieler
- Michael Oher (* 1986), American-Football-Spieler
- Louis Williams (* 1986), Basketballspieler
- Samantha Saint (* 1987), Pornodarstellerin und Model
- Randy Culpepper (* 1989), Basketballspieler
- Lucy Hale (* 1989), Schauspielerin
- Dontari Poe (* 1990), American-Football-Spieler
- Terrico White (* 1990), Basketballspieler
- Ian Clark (* 1991), Basketballspieler
- David Johnson (* 1991), American-Football-Spieler
- Lorenzo Carter (* 1995), American-Football-Spieler
- Cedrick Wilson Jr. (* 1995), American-Football-Spieler
- Maia McCoy (* 1996), liberianisch-US-amerikanische Sprinterin
- Key Glock (* 1997), Rapper

## 21. Jahrhundert
- Benjamin Flores, Jr. (* 2002), Schauspieler und Rapper
- NLE Choppa (* 2002), Rapper